# Tiglath-Phalazar Ier

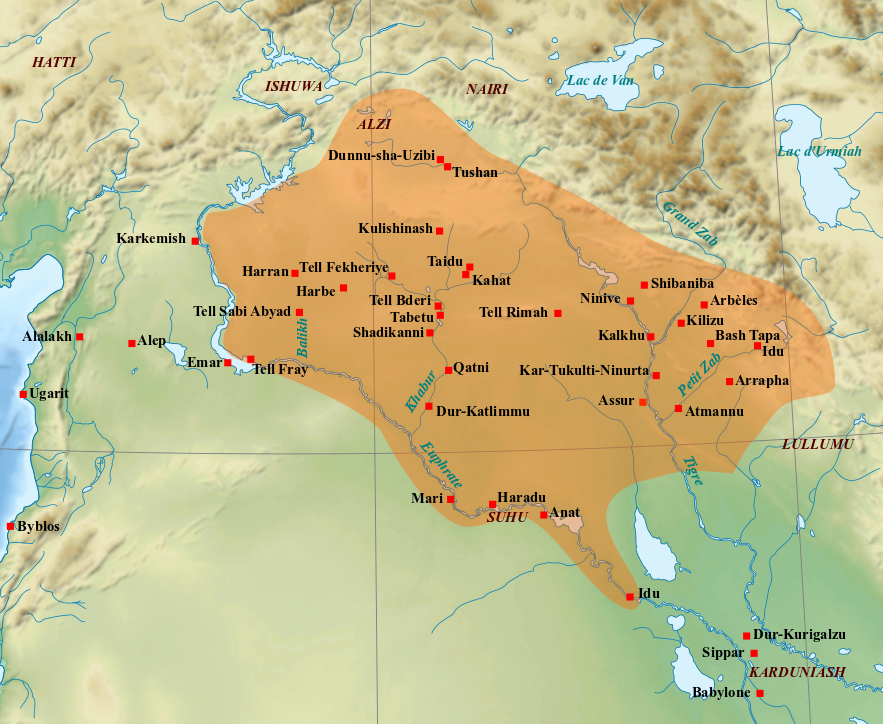
Extension approximative du royaume assyrien au début du XI av. J.-C.

Tiglath-Phalazar Ier, ou Teglath-Phalasar Ier (nom dérivé par le grec Θαγλαθφελλασαρ et le latin Theglathphalasar), ou Tiglath-Pilèser (d'après l'hébreu תִּלְּגַת פִּלְאֶסֶר), ou Tukulti-apil-Esharra (« Ma confiance est dans le fils de l'Esharra », en assyrien akkadien romanisé Tukultī-apil-Ešarra), est un roi d'Assyrie ayant régné de 1116 ou 1114 à 1077 ou 1076 av. J.-C.

## Conquêtes

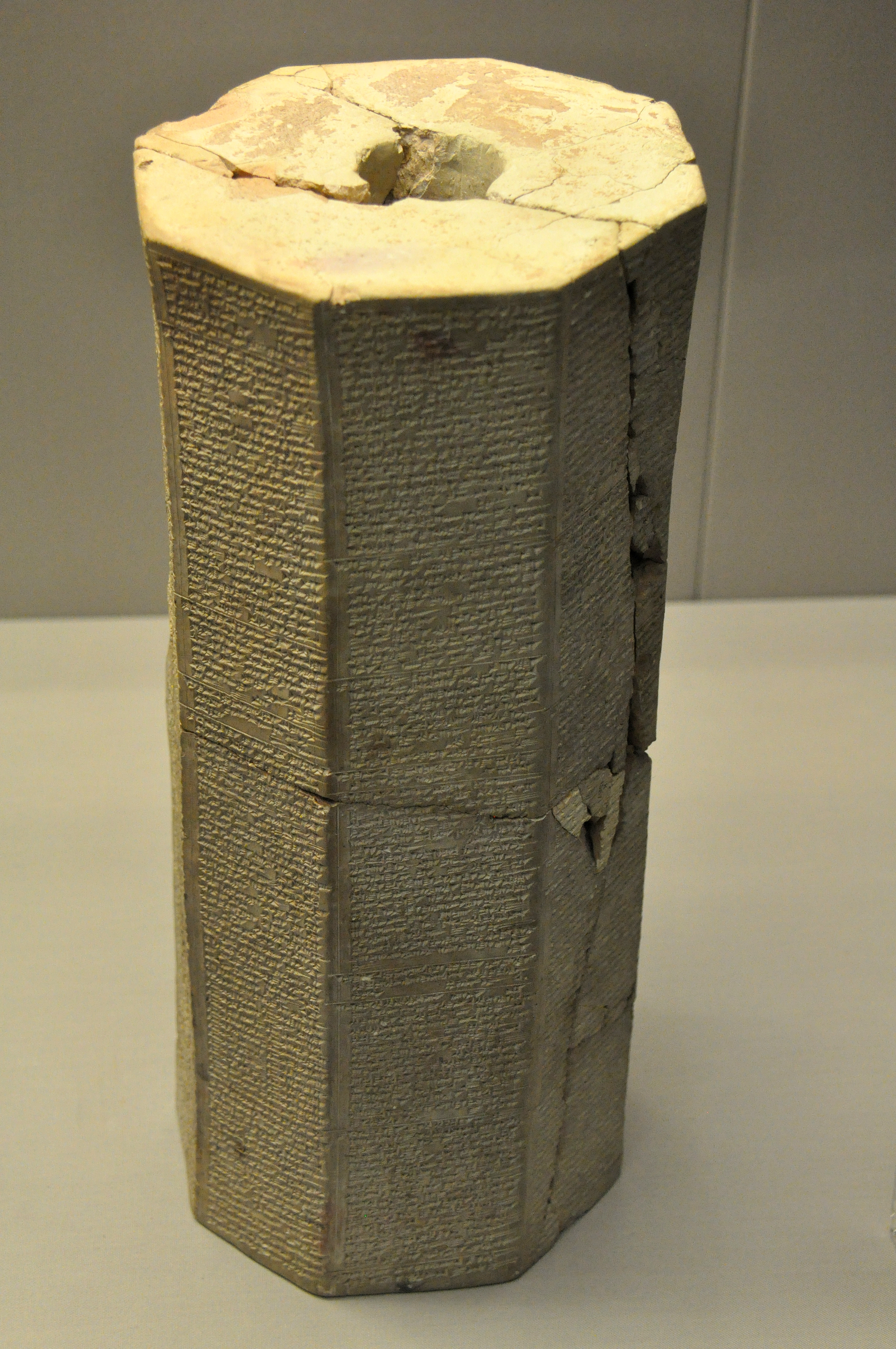
Prisme octagonal comportant une inscription de Tiglath-Phalasar Ier rapportant des conquêtes, expéditions de chasse et constructions. British Museum.

Tiglath-Phalazar Ier est le dernier des grands rois de l'époque médio-assyrienne, l'auteur d'une seconde tentative d'expansion et de consolidation du royaume, aussi par bien des aspects un précurseur des stratégies et pratiques militaires de l'époque néo-assyrienne. C'est aussi le plus disert sur ses accomplissements militaires, ses inscriptions royales étant plus longues et détaillées que celles de ses prédécesseurs, et le premier à évoquer ses chasses (y compris en mer).

« Le dieu Assur (et) les grands dieux qui magnifient ma souveraineté, qui m'accordèrent en don puissance et force, m'ordonna d'étendre les frontières de leur pays. Ils mirent entre mes mains leurs puissantes armes, déluge du combat. Je pris le contrôle des terres, des montagnes, des villes et des princes hostiles à Assur et je soumis leurs districts, je rivalisai avec 60 têtes couronnées et je remportai la victoire sur elles au combat. Je n'ai ni rival dans les batailles, ni égal dans les conflits. J'ajoutai des territoires à l'Assyrie (et) des gens à sa population. J'étendis les frontières de mon pays et je régnai sur toutes leurs terres. »

— La mission du roi : vaincre et conquérir au nom du dieu Assur.
Dès le début de son règne, dégagé des affaires de la frontière avec Babylone par la victoire de son prédécesseur, il lance ses troupes à l'assaut des régions du haut Tigre et de Syrie du nord, les pays d'Alzu (l'ancien Alshe), Purumzulu, Katmuhu, Nairi, aussi les peuples anatoliens Mushki, Kaska et Urumu, régions en pleine ébullition depuis la chute de l'empire hittite au début du XIIe siècle. Il faut en particulier plusieurs campagnes pour soumettre Katmuhu. Le roi proclame avoir combattu 42 pays durant ses premières années de règne, sur un territoire allant du Zab inférieur jusqu'au lac de Van près des rives duquel une de ses inscriptions a été mises au jour, et aussi en Syrie orientale, puisqu'il traverse à plusieurs reprises l'Euphrate et atteint la Méditerranée et le mont Liban. Les textes officiels de Tiglath-Phalazar mettent l'emphase sur le fait qu'en plus de ramener dans le giron assyrien des pays qui s'en étaient éloignés, qu'il défait des adversaires que ses prédécesseurs n'avaient pas soumis, et rapportent scrupuleusement leur nom, leur géographie, mentionnent à plusieurs reprises le nombre de soldats vaincus, le tribut qu'ils versent (notamment des chevaux et des chars), les otages emportés, aussi des expéditions de chasse,. 
Dans les régions occidentales, il fait face à un nouvel adversaire, les tribus d'Araméens, accompagnés des Ahlamu déjà connus par ses prédécesseurs, qui le forcent à traverser 28 fois l'Euphrate, sans succès durable. Ces groupes occupent apparemment la région qui va de la Méditerranée (le pays d'Amurru) jusqu'au moyen Euphrate (Suhu), rendant le contrôle de ces régions instables, en particulier durant la seconde partie du règne de Tiglath-Phalazar,. 

« Tiglath-Phalasar, roi fort, roi de l'univers, roi d'Assyrie, roi des quatre contrées (du monde) (...).
 
Sur l'ordre d'Anu et d'Adad, les grands dieux mes Seigneurs, j'allai au mont Liban ; je coupai et j'emportai des troncs de cèdre pour le temple d'Anu et d'Adad, les grands dieux mes Seigneurs. Je passai en Amurru ; je conquis le pays d'Amurru en son entier. Je reçus le tribut des pays de Byblos, de Sidon et d'Arwad.

J'embarquai dans des bateaux de la ville d'Armada du pays d'Amurru ; je fis avec succès trois lieues de la ville d'Armada qui est en pleine mer à la ville de Çamuru du pays d'Amurru ; je tuai en pleine mer un souffleur qu'on appelle un cheval de mer.

Et à mon retour je subjuguai le pays de Hatti en son entier. J'imposai à Ini-Teshub, roi de Hatti, (de livrer) otages, redevance, tribut et troncs de cèdre. »

— Les campagnes occidentales de Tiglath-Phalazar Ier, extraits de deux inscriptions de la seconde partie de son règne.
C'est sans doute pour cela que ce roi ne semble jamais avoir tenté de s'imposer durablement en Babylonie, avec laquelle il est en conflit au début du XIe siècle, y conduisant deux campagnes. La première se déroule comme souvent dans les régions situées au sud du Zab inférieur et jusqu'à la vallée de la Diyala, mais se solde aussi par la consolidation des positions assyriennes sur le moyen Euphrate (autour de Rapiqu dans le pays de Suhu). La seconde porte les affrontements dans la Babylonie du nord, les Assyriens parvenant à prendre les grandes cités de Dur-Kurigalzu, Sippar de Shamash, Sippar d'Annunitu, Upu et finalement Babylone même qui subit apparemment de lourdes destructions. L'origine de ce nouvel affrontement reste obscure, mais un texte administratif rapporte l'enterrement de deux fils du roi assyrien tués lors d'une attaque babylonienne, ce qui semblerait plaider en faveur d'une première offensive de Babylone ayant atteint l'Assyrie, puis motivé une réplique aussi brutale de la part de Tiglath-Phalazar, en particulier la seconde campagne,.

## Constructions
Sur le plan monumental, Tiglath-Phalazar Ier entreprend d'importants travaux à Assur, mais aussi à Ninive, autre manifestation de ses ambitions et moyens plus importants que ceux de ses prédécesseurs directs.